# Датчик точного наведення

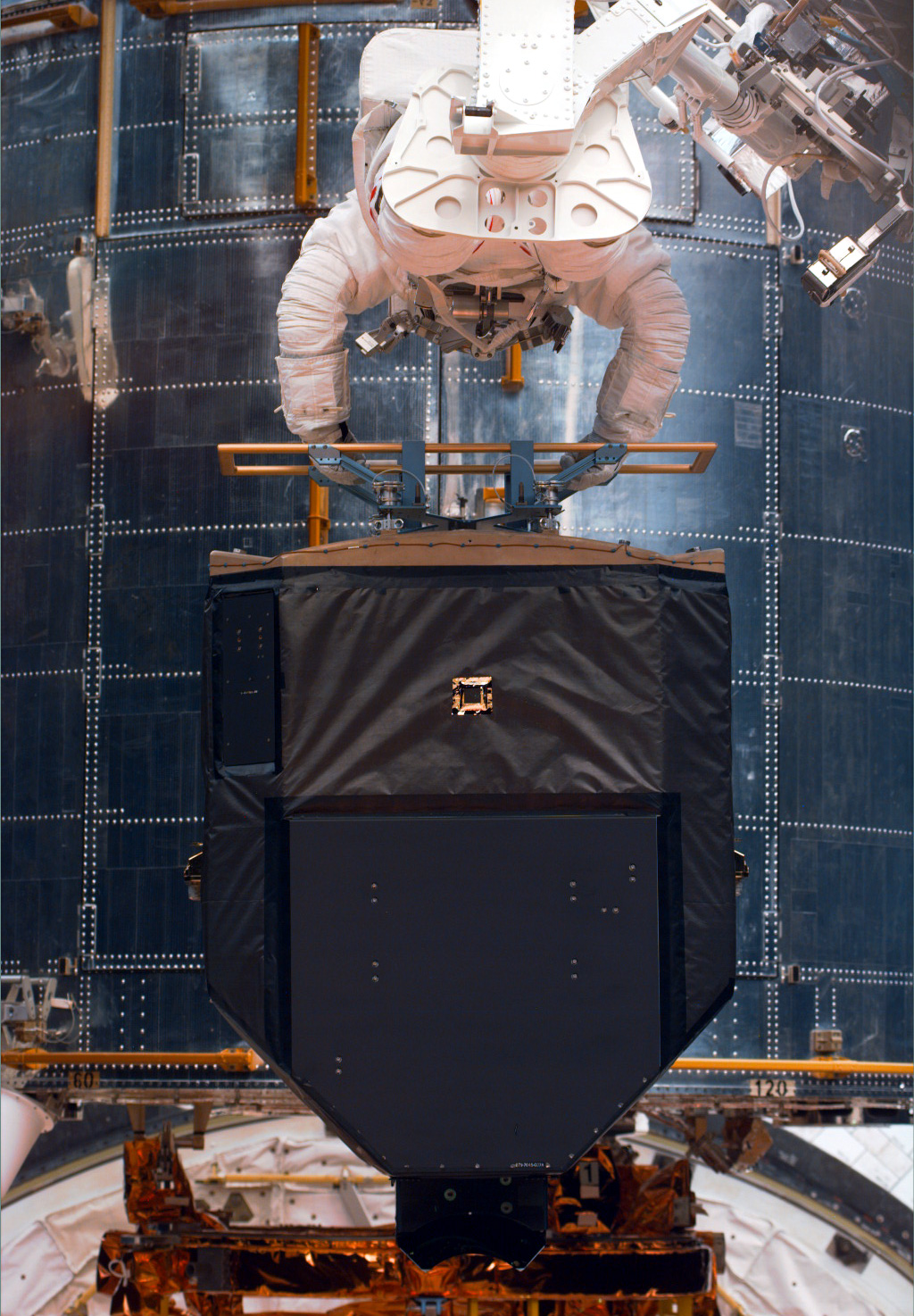
Датчики точного наведення в космосі

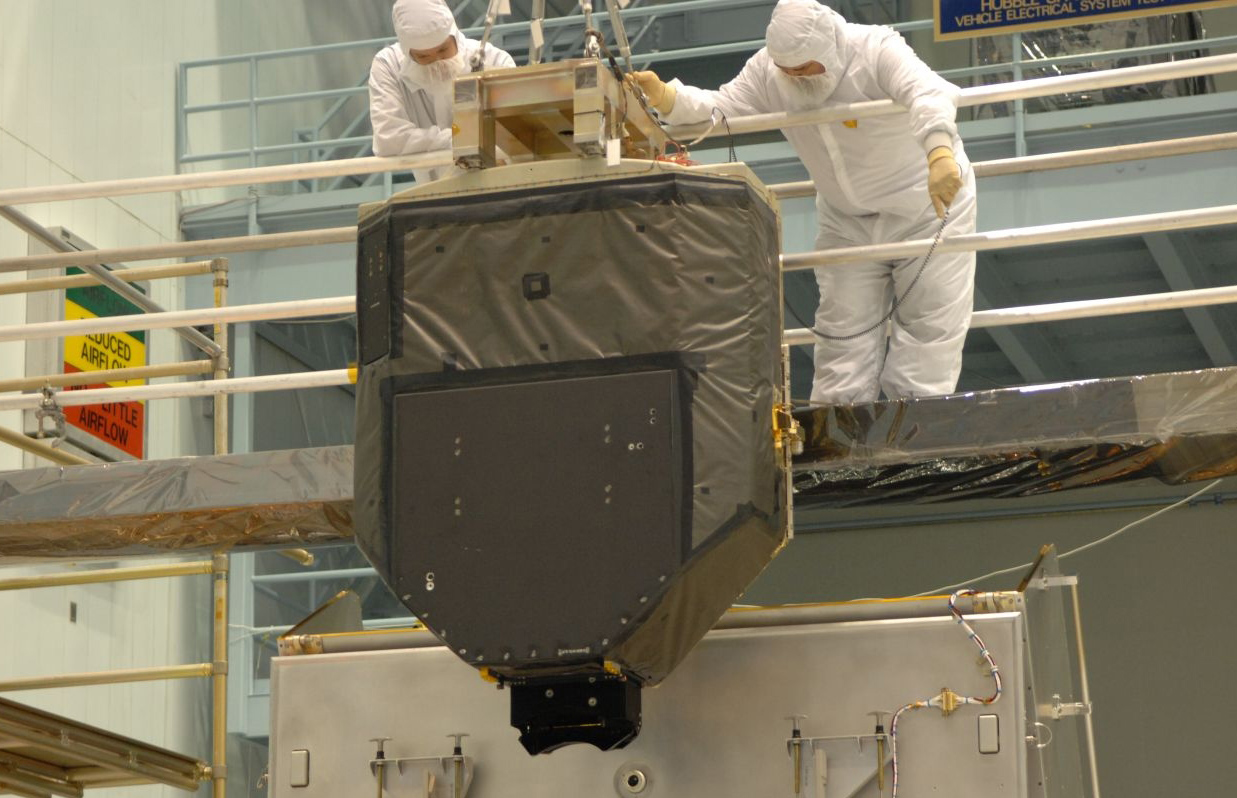
Датчик точного наведення, який ремонтують між місіями SM3A та SM4

Датчик точного наведення (англ. Fine Guidance Sensor (FGS)) для Космічного телескопа Габбл — це система з трьох спеціальних пристроїв, які допомагають точно спрямовувати телескоп на потрібні об'єкти в небі. Ці датчики використовуються не тільки для наведення, але й для вимірювань в астрометрії та інших науках. Щоб правильно націлити телескоп на конкретну точку в космосі, кожен датчик точного наведення поєднує оптичні елементи (лінзи та дзеркала) з електронними системами. На борту телескопа Габбл є три таких датчики, і їх удосконалювали під час різних космічних місій, коли астронавти здійснювали ремонти телескопа. Ці датчики дозволяють телескопу спрямовуватися з надзвичайною точністю, помиляючись лише на 2 мілісекунди дуги. Завдяки датчикам телескоп Габбл може дуже точно відстежити об'єкти в космосі, навіть якщо вони знаходяться дуже далеко. Три датчики точного наведення є частиною системи управління, відомої як PCS (Pointing Control System), яка допомагає телескопу слідкувати за зорями, планетами та іншими космічними об'єктами. Вони працюють разом із головним комп'ютером і гіроскопами, передаючи інформацію, щоб Габбл міг чітко зафіксувати ці об'єкти.

## Інструмент
Три датчики точного наведення (FGS) розміщені на відстані 90 градусів один від одного по колу навколо Космічного телескопа Габбл. Четвертий квадрант займає інструмент Wide Field Camera 3. Кожен з цих датчиків має розміри 5,4 фути в довжину і 3,3 фути в ширину, а їх вага складає близько 485 фунтів (приблизно 220 кг). Кожен датчик є інтерферометром. На відміну від інших наукових інструментів Габбла, датчики точного наведення не мають звичних піксельних детекторів. Натомість вони використовують фотоелектронні помножувачі (ФЕП), щоб виміряти світло, яке надходить від зорі. Щоб знайти та відстежувати зорі, кожен датчик охоплює площу в 69 квадратних мінут, але насправді кожен FGS може «бачити» тільки невелику ділянку неба — лише 5 квадратних мінут. Це світло направляється до фотоелектронних помножувачів через систему дзеркал (селектори зір), які можуть обертатись для точного налаштування. Ці датчики здатні фіксувати навіть найменші зрушення телескопа. Вони передають сигнал системі управління наведенням, що дозволяє телескопу точно відновити своє положення, якщо сталося навіть незначне відхилення. Це дозволяє телескопу Габбл залишатися націленим на об'єкт з відхиленням не більше 0,007 арксекунд протягом 24 годин.

## Наукові відкриття

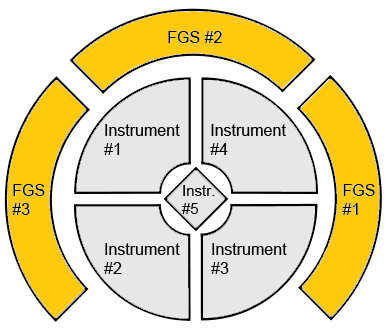
Це діаграма кожного інструмента космічного телескопа Габбл, включно з трьома інструментами FGS

#### Визначення відстаней у Всесвіті
Астрономи використали датчик точного наведення (FGS) на телескопі Габбл, щоб виміряти відстань до зоряного скупчення Плеяди. Це важлива група зір, оскільки її часто використовують як «еталон» для оцінки відстаней до інших скупчень. FGS також допоміг визначити точну відстань до цефеїд і зір типу RR Ліри. Це зорі-«маяки», які використовують для вимірювання розмірів Всесвіту. Чим точніше ми знаємо, на якій відстані вони розташовані, тим краще можемо оцінити відстані до далеких галактик. Ще одним важливим відкриттям стало вимірювання відстані до зорі HD 140283, відомої як «зоря Мафусаїла». Це одна з найстаріших зір, вік якої оцінюють у 14 мільярдів років — майже стільки ж, скільки існує Всесвіт.

#### Дослідження екзопланет
У 1990-х роках вчені вперше відкрили планети за межами Сонячної системи — екзопланети. FGS допомагав їх вивчати, вимірюючи крихітні зміщення зір, спричинені гравітаційним впливом їхніх невидимих супутників. Одним із найбільших досягнень стало визначення маси планети Глізе 876b. Вона обертається навколо червоного карлика Глізе 876, а FGS зафіксував мікроскопічні «хитання» зорі, які спричиняла планета. Аналіз цих рухів показав, що езопланета Глізе 876b у два рази масивніша за Юпітер. Крім того, Габбл за допомогою FGS зміг виміряти, як змінюється яскравість зір, коли перед ними проходять планети. Це дозволило покращити метод транзитного пошуку екзопланет, який пізніше широко використовував телескоп Кеплер. Ще одне цікаве відкриття стосувалося зорі HD 17156. У неї є планета, яка проходить перед її диском. Спостереження за цією системою дозволили вченим вивчити астеросейсмологію — коливання поверхні зорі, що допомогло точно визначити її масу, розмір і вік.

#### Подвійні зорі та масивні світила
FGS також відіграв важливу роль у вивченні подвійних зоряних систем, зокрема тих, що містять білі карлики — залишки колишніх зір. Вимірювання їхніх орбіт дозволило визначити масу білих карликів та краще зрозуміти, як вони формуються. Прилад також допоміг з'ясувати, як змінюється яскравість найменших зір — червоних карликів. Ці зорі є найпоширенішими у Чумацькому Шляху, тому такі дослідження дуже важливі для розуміння структури нашої галактики. Також FGS допоміг у дослідженні найбільших і найгарячіших зір. Він дозволив підтвердити, що майже всі наймасивніші зорі існують у подвійних системах. Це важливе відкриття для розуміння того, як утворюються такі гігантські зорі та який шлях вони проходять до кінця свого життя.